# ۱۳۰۵ (میلادی)
۱۳۰۵ (میلادی) هزار و سیصد  و پنجمین سال تقویم میلادی است.

## زادگان
- ۲ ژوئن – ابوسعید بهادرخان، دومین ایلخان مغول در ایران.[۱]

## درگذشتگان
- ژان چهارم لاسکاریس، امپراتور نیقیه (تاریخ احتمالی)
- ۲۱ ژوئن – ونتسل دوم پادشاه بوهم، نویسنده لهستانی (ز. ۱۲۷۱)

ویلیام والاس،شوالیه اسکاتلندی